# Броники
Бро́ники — село в Україні, у Брониківській сільській громаді Звягельського району Житомирської області. Кількість населення становить 475 осіб (2001). У 1923—2017 роках — адміністративний центр колишньої однойменної сільської ради.

## Загальна інформація
Розташоване за 14 км від районного центру, м. Звягель, за 6 км від залізничної станції Звягель II. Через село проходить автошлях Київ—Львів. Лежить на річці Тня. У селі збереглася будівля старої поштової станції на шосе Київ-Брест, котра використовується як школа.

## Населення
Станом на 1885 рік в селі мешкало 450 осіб, налічувалося 47 дворових господарств.
Відповідно до результатів перепису населення Російської імперії 1897 року, загальна кількість мешканців села становила 802 особи, з них: православних — 704, чоловіків — 402, жінок — 400.
В кінці 19 століття кількість населення становила 806 осіб, дворів — 146, у 1906 році — 835 жителів, дворів — 96, на 1923 рік нараховувалося 197 дворів та 1 002 мешканці.
Станом на 1972 рік кількість населення становила 712 осіб, дворів — 209.
Відповідно до результатів перепису населення СРСР, кількість населення, станом на 12 січня 1989 року, становила 545 осіб. Станом на 5 грудня 2001 року, відповідно до перепису населення України, кількість мешканців села становила 475 осіб.

### Мова
Розподіл населення за рідною мовою за даними перепису 2001 року:
| Мова            | Кількість | Відсоток |
| --------------- | --------- | -------- |
| українська      | 464       | 97.68 %  |
| російська       | 10        | 2.10 %   |
| інші/не вказали | 1         | 0.22 %   |
| Усього          | 475       | 100 %    |

## Історія
Відоме з 1650 року, належало Анні-Алоїзі Ходкевич з Острозьких, мало 13 димів. Згадується як село Бронник та Бровник в акті від 7 січня 1650 року, в якому власниця, дружина віленського воєводи Анна-Алоїза Ходкевич, скаржилася на орендного власника містечка Вільськ Олександра Цеклінського та його слугу Яна Білецького, що останні вивезли з її маєтку, в тому числі і з Броників, кількасот селян, яких згодом пограбували. 17 травня 1809 року в селі згоріла церква, на її місці, у 1810 році, збудовано нову, за кошти парафіян. У 1833 році церкву приписано до парафії в Романівці.
В середині 19 століття — село Романовецької волості Новоград-Волинського повіту, лежало при житомирсько-берестейському битому шляху, мало поштову станцію. Селян чоловічої статі — 131, котрим належало 826 десятин землі. Входило до ново-звягельського ключа Мезенцевої (до шлюбу Уварової). Раніше належало до звягельських маєтностей Любомирських.
В другій половині 19 століття — село Романовецької волості Новоград-Волинського повіту, на річці Тня, за 66 верст від Житомира. Дерев'яна церква з дерев'яною дзвіницею, землі при ній — близько 26 десятин. До церкви приписане сільце Кропивня (за 5 верст), загалом 112 дворів та 911 вірян.
Станом на 1885 рік — колишнє власницьке село Романовецької волості Новоград-Волинського повіту Волинської губернії, на річці Тня. В селі були церковна парафія, поштова станція.
В кінці 19 століття — село Романовецької волості Новоград-Волинського повіту, на річці Тня, за 14 верст від Новограда-Волинського. Була поштова станція. Належало до православної парафії в Романівці, за 3 версти, мало філіальну церкву, збудовану 1810 року, до церкви приписане с. Кропивня. Входило до новозвягельського маєтку Уварових, перед ними належало Зубовій (до шлюбу Любомирській), першій дружині Прота Потоцького.
У 1906 році — село Романовецької волості (2-го стану) Новоград-Волинського повіту Волинської губернії. Відстань до повітового центру, м. Новоград-Волинський, становила 14 верст, до волосного центру, с. Романівка — 4 версти. Найближче поштово-телеграфне відділення розташовувалося в Новограді-Волинському.
У 1923 році включене до складу новоствореної Брониківської сільської ради, котра, 7 березня 1923 року, увійшла до складу новоутвореного Новоград-Волинського району Житомирської (згодом — Волинська) округи; адміністративний центр ради. Відстань до районного центру, м. Новоград-Волинський, становила 14 верст. 1 червня 1935 року, в складі сільської ради, внаслідок ліквідації Новоград-Волинського району, передане до Новоград-Волинської міської ради Київської області.
Під час сталінських репресій проти українського селянства в 30-ті роки 20-го століття органами НКВС безпідставно було заарештовано і позбавлено волі на різні терміни 21 мешканця села, з яких 10 чол розстріляно. Нині всі постраждалі від тоталітарного режиму реабілітовані.
На фронтах Другої світової війни воювали 146 селян, з них 57 загинули, 120 нагороджені орденами й медалями. На їх честь в селі встановлено пам'ятник.
В радянські часи в селі була центральна садиба колгоспу, котрий мав у користуванні 2,1 тис. га земель, з них 1,6 тис. га — ріллі. Господарство вирощувало жито, пшеницю, льон, картоплю, розвивало м'ясо-молочне тваринництво. В селі були школа, клуб, бібліотека, медпункт, побутова майстерня, відділення зв'язку, три магазини.
4 червня 1958 року, в складі сільської ради, увійшло до відновленого Новград-Волинського району Житомирської області.
У 2017 році включене до складу новоствореної Брониківської сільської територіальної громади Новоград-Волинського (згодом — Звягельський) району Житомирської області.